# Muhamed Kulenović
Muhamed Kulenović (Kulen Vakuf, 20. svibnja 1897. – Sarajevo, 1. studenoga 1944.), hrvatski pravnik, dužnosnik NDH

## Životopis
Rodio se u Kulen Vakufu. U Sarajevu pohađao gimnaziju. Studirao na Pravnom fakultetu u Zagrebu gdje je doktorirao. U Derventi od 1925. drži odvjetnički ured. Član JMO. Dok je bio u Derventi predsjedavao je mjesnim odborom Narodne uzdanice. Od 1921. jedno vrijeme bio načelnik odjela za poljodjelstvo Zemaljske vlade za Bosnu i Hercegovinu u Sarajevu.
Uspostavom NDH pridružio se upravi nove države. Predsjedavao Sudbenim stolom u Sarajevu od lipnja 1941. do studenoga 1943. godine. Od studenoga 1943. do smrti 1944. obnašao dužnost velikog župana Velike župe Vrhbosna u Sarajevu.